# Grupna polarizacija
U socijalnoj psihologiji, grupna polarizacija se odnosi na sklonost grupe da donosi odluke koje su ekstremnije od početne sklonosti njenih članova. Ove ekstremnije odluke su ka većem riziku, ako početne sklonosti pojedinaca budu rizične i ka većem oprezu ako početne tendencije pojedinaca žele da budu oprezne.. Fenomen takođe postulira da se stav grupe prema situaciji može promeniti u smislu da su početni stavovi pojedinaca ojačali i intenzivirali nakon grupne diskusije, što je fenomen poznat kao polarizacija stavova.

## Pregled
Grupna polarizacija je važan fenomen u socijalnoj psihologiji i primetna je u mnogim društvenim kontekstima. Na primer, grupa žena koje imaju umereno feminističke stavove imaju tendenciju da demonstriraju pojačana profeministička uverenja nakon grupne diskusije. Slično tome, studije su pokazale da su nakon zajedničkog većanja, lažni članovi porote često odlučivali o kaznenoj odšteti koja je bila ili veća ili manja od iznosa koji je bilo koji pojedini porotnik favorizirao prije diskusije. Studije su pokazale da kada bi porotnici favorizovali relativno nisku nagradu, diskusija bi dovela do još blažeg rezultata, dok ako bi porota bila sklona da izrekne strogu kaznu, rasprava bi je učinila još oštrijom. Štaviše, poslednjih godina internet i onlajn društveni mediji su takođe predstavili mogućnosti za posmatranje grupne polarizacije i sastavljanje novih istraživanja. Psiholozi su otkrili da društvene mreže poput Fejsbuka i Tvitera pokazuju da se polarizacija grupe može desiti čak i kada grupa nije fizički zajedno. Sve dok grupa pojedinaca počinje sa istim osnovnim mišljenjem o temi i dok se nastavi konzistentan dijalog, može doći do grupne polarizacije.